# Roland Sandberg (tecknare)
Roland Sandberg, född 23 november 1919 i Göteborg, död 18 maj 2008 i Vantörs församling i Stockholm, var en svensk reklamtecknare och målare.
Han var son till Johan Ludvig Sandberg och Agnes Victoria Larsson och från 1950 gift med Gunhild Karolina Lernevall. Sandberg studerade vid Slöjdföreningens skola i Göteborg 1939–1943 och vid Edward Berggrens målarskola i Stockholm 1945. Han var därefter verksam som reklamtecknare vid olika annonsbyråer och medverkade med illustrationer till veckotidningarna Allers och Hemmets journal samt för olika böcker bland annat Med bilen till Italien. Roland Sandberg är gravsatt i minneslunden på Skogskyrkogården i Stockholm.